# Regenstein-Klasse
Die als Regenstein-Klasse bezeichnete Schiffsklasse mit zwei Frachtschiffen war die erste Baureihe des Norddeutschen Lloyd (NDL) über 10.000 BRT.

## Geschichte
Die Schiffe wurden bei den Howaldtswerke Hamburg AG, Hamburg, in Auftrag gegeben. Der Stapellauf der Regenstein erfolgte am 25. Juni 1960, der der Riederstein zwei Monate später. Am 1. September 1970 wurden die Schiffe durch die Fusion des Norddeutschen Lloyds mit der Hamburger HAPAG an die Hapag-Lloyd AG übertragen. Nach weiteren sechs Jahren Dienst bei Hapag-Lloyd erfolgte der Verkauf an die Avaloma Bay Shipping Co. in Singapur und ab dem 1. Mai 1984 der Abbruch in Xingang bzw. Quinhuangdao.

## Die Schiffe
| Regenstein-Klasse | Regenstein-Klasse | Regenstein-Klasse | Regenstein-Klasse | Regenstein-Klasse     |
| Name              | Stapellauf        | Ablieferung       | Baunummer         | Verbleib              |
| ----------------- | ----------------- | ----------------- | ----------------- | --------------------- |
| Regenstein        | 25. Juni 1960     | 19. Oktober 1960  | 953               | Abbruch 1984          |
| Riederstein       | 20. August 1960   | 20. November 1960 | 954               | 1986 Abbruch in China |